# The Sixth Extinction
The Sixth Extinction: An Unnatural History is een non-fictie boek geschreven door de Amerikaanse journalist Elizabeth Kolbert, dat in het Nederlands is vertaald als Het zesde uitsterven met de ondertitel: hoe de mens even catastrofaal is als de asteroïde die de dinosauriërs wegveegde In dit boek toont de schrijver aan dat de wereld  verkeert in het midden van een recente, door de mens veroorzaakte zesde massa-extinctie of massa-uitsterving, waarbij wereldwijd planten, dieren en andere levende organismen uitsterven in een relatief korte tijdsduur. Zij beschrijft in haar boek een aantal speciaal gekozen diersoorten die door toedoen van de mens werden uitgeroeid en de ecologische achtergronden van dit uitsterven zowel in prehistorische als zeer recente perioden. Voor dit boek ontving zij de Pulitzerprijs voor non-fictie in 2015.

Massa-extincties sinds het Cambrium (Cm). De gele pijltjes geven de vijf massa-extincties weer die aan de huidige voorafgingen

Het boek richt zich op een algemeen publiek. Het is geschreven in populair wetenschappelijke stijl, die goed leesbaar is voor de niet-biologisch geschoolde lezer. Haar betoog wordt afgewisseld met beschrijvingen van haar trektochten naar afgelegen gebieden en interviews met natuuronderzoekers, biologen en lokale gidsen. Zij neemt geen vooringenomen standpunt in en blijft zo objectief mogelijk. Het thema van het zesde uitsterven wordt inzichtelijk gemaakt in diverse natuurlijke leefgebieden zoals het regenwoud in Panama,  het Groot Barrièrerif, de Andes, het atol Bikini, dierentuinen in grote steden en haar eigen achtertuin en nog een aantal andere leefgebieden en organismen.
Bovendien maakt ze gebruik van wetenschappelijke inzichten zoals die zijn vast gelegd in collegiaal getoetste boeken en artikelen met de algemeen heersende wetenschappelijke opvattingen. Op grond daarvan komt Kolbert tot een schatting van 20 tot 50% verlies aan plant- en diersoorten op de aarde aan het einde van de 21ste eeuw.

## Samenvatting van de inhoud van het boek

### Kikkers in Panama
Het eerste hoofdstuk gaat over kikkers. Dit zijn amfibieën en die behoren tot de oudste gewervelde dieren die op het land leven. Ongeveer 400 miljoen jaar geleden veroverden zij het land. De voorouders van de kikkers ontstonden 250 miljoen jaar geleden. Sinds de eeuwwisseling sterven meer soorten kikkers uit dan verwacht. In de jaren 1980 was de bonte klompvoetkikker nog talrijk in Panama. De hele populatie van deze kikker bleek in de jaren 1990 zwaar aangetast door de schimmel Batrachochytrium dendrobatidis die uit Europa afkomstig is. In 2010 stond de kikker als ernstig bedreigd op de Rode Lijst van de IUCN en mogelijk is de soort rond 2015 uitgestorven in het wild. Deze soort is niet de enige die daardoor dreigt uit te sterven.
Kolbert beschrijft uitgebreid haar bezoek aan het  El Valle Amphibian Conservation Center in Panama. Ze gaat op pad met onderzoekers en heeft uitgebreide gesprekken met de directeur van het centrum. Deze kikker en andere soorten amfibieën worden in het centrum onder uitzonderlijke omstandigheden (bezoekers worden zorgvuldig gedesinfecteerd) gekweekt. De auteur gebruikt dit als een voorbeeld van het uitroeien van bijna een hele klasse van diersoorten op een continent die verdwijnen door de introductie van een exoot.

### Mastodonten
In het tweede hoofdstuk legt Kolbert uit hoe de beroemde Franse natuuronderzoeker Georges Cuvier zijn theorie over catastrofen (het catastrofisme) ontwikkelde aan de hand van de bestudering van fossielen waaronder de tanden en kiezen van de Amerikaanse  mastodont (Mammut americanum). Volgens Cuvier was er geen enkele andere reden voor dit dier om uit te sterven. Zijn gebit was prima aangepast en het dier was reusachtig groot en daardoor onkwetsbaar voor predatie. Alleen een plotselinge, hevige catastrofe was de oorzaak van het uitsterven.

### De pinguïn van het Noordelijk Halfrond
De reuzenalk (Pinguinus impennis) is een uitgestorven zeevogel die op de een pinguïn lijkt omdat hij niet kon vliegen. De zeevogel is niet verwant aan de pinguïns, maar aan de alken. Toen de eerste kolonisten zich op IJsland vestigden waren daar waarschijnlijk miljoenen van deze vogels. De ijslanders beschouwden de vogels als goed en voedzaam vlees. Hun vet was bovendien geschikt als lampolie en hun veren stopten ze in hun matrassen en kussens. Kolbert beschrijft uitgebreid hoe de vogel in de negentiende eeuw uitstierf louter door jacht. Zij bezoekt hiervoor IJsland en vaart naar het eilandje Eldey waar zich de laatste kolonie reuzenalken bevond en waar in 1844 het laatste paartje werd gedood. De reuzenalk staat symbool voor het effect van ongebreidelde jacht op het proces van uitsterven van relatief grote dieren.

### Hoe ammonieten de dans ontsprongen
In dit hoofdstuk bespreekt Kolbert de effecten van de inslag van de grote planetoïde aan het einde van het Krijt, 66 miljoen jaar geleden. Ze bezoekt diverse plekken op de wereld waar de Krijt-Paleogeengrens te zien is en het laagje Iridium. Ze spreekt met geologen en paleontologen die fossielen uitbikken. Zij beschrijft dat het uitsterven van dieren niet eenvoudig is vast te stellen en dat niet de catastrofe zelf (zoals Cuvier dacht) de belangrijkste oorzaak was, maar indirecte effecten die daarna optraden, zoals stof in de aardatmosfeer dat jarenlang de zon verduisterde. Een voorbeeld daarvan was het uitsterven van de  ammonieten. Dit zijn een primitief soort inktvissen die honderden miljoenen jaren de zeeën bevolkten en gedurende het Krijt geleidelijk bezig waren te verdwijnen. Uit onderzoek blijkt dat een beperkt aantal soorten de catastrofe overleefde en pas in de volgende geologisch periode (het Paleoceen) voorgoed verdwenen.

### Welkom in hetAntropoceen
Kolbert ilustreert het geleidelijk opkomen en weer verdwijnen van dieren aan de hand van graptolieten en andere reeds lang uitgestorven diersoorten die verdwenen onder invloed van de Laat-Paleozoïsche ijstijd. Gedurende een warme periode is het kooldioxidegehalte in de atmosfeer hoog en stijgt het zeeniveau en ontwikkelen zich nieuwe soorten graptolieten. Dan zakt de temperatuur, daalt het gehalte aan kooldioxide en daalt ook de zeespiegel omdat grotere watermassa's in ijs worden vastgehouden. Ook de chemische samenstelling van zeewater verandert en de graprolieten en vele andere levensvormen sterven uit.
Vervolgens wijst Kolbert in dit hoofdstuk over het Antropoceen erop dat door menselijke activiteiten enorme veranderingen op aarde hebben plaats gehad. Een derde tot de helft van het landoppervlak is door de mens veranderd, de meeste grote rivieren zijn gekanaliseerd en gedeeltelijk afgedamd. Zo wordt meer dan de helft van de natuurlijke kringloop van het water via rivieren gebruikt. Door verbrandingsmotoren en kunstmest worden meer stikstofverbindingen in de stikstofkringloop gebracht dan door natuurlijke processen van stikstoffixatie. Meer dan een derde van de primaire productie in de kustwateren van de oceanen is verdwenen. Door energieopwekking met steenkool en aardolie en mede door ontbossing is de samenstelling van de gassen in de atmosfeer veranderd.

### De zee en de oceanen
In hoofdstuk zes en zeven besteedt Kolbert aandacht aan wat er verandert in de zeeën en oceanen. Eerst reist ze naar Italië en bezoekt een marien biologisch instituut aan de Golf van Napels waar onderzoekers studie maken van het effect van koolzuurgas op het zeeleven. Hier stroomt dit gas door vulkanische activiteit in de zeebodem al duizenden jaren omhoog. Hierdoor is de zuurgraad van het water lager en ontbreken een groot aantal levensvormen die elders normaal zijn. Ze vaart mee met de onderzoekers en laat zich uitgebreid voorlichten over het effect van koolzuurgas in zeewater. Het koolzuurgasgehalte van de atmosfeer is door toedoen van de mens hoger dan het was in de afgelopen miljoenen jaren en jaarlijks stijgt het gehalte nog met 6%.
In een volgend hoofdstuk gaat Kolbert nader in op deze effecten. Daarvoor reist ze naar Australië en verblijft op kleine eilanden in het zuidelijk deel van het Groot Barrièrerif. Op deze eilanden zijn veldlaboratoria en maken onderzoekers van diverse nationaliteiten en uit verschillende disciplines zoals aardwetenschappers en biologen studie van de effecten van verzurend zeewater op het koraalrif. Eerst legt ze uitgebreid uit hoe koraalriffen ontstaan en dat de theorie van Charles Darwin nog steeds geldt. Koraal wordt gevormd in een subtiel evenwicht tussen geleidelijke stijging en daling van de zeespiegel en vindt alleen plaats bij een bepaalde watertemperatuur, zuurgraad en gehalte aan opgelost kalk. Het oceaanwater neemt de extra koolzuurgas uit de atmosfeer op, waardoor oceaanverzuring optreedt. Hierdoor wordt het steeds moeilijker voor de organismen die het koraalrif maken om kalk vast te leggen. Op den duur zullen de processen die zorgen voor de afbraak van koraalrif domineren en verdwijnt het koraal, mogelijk al rond 2060. Kolbert beschrijft dit alles kleurrijk, gemengd met haar ervaringen van de natuur op het rif, samen met de onderzoekers die ze assisteert bij hun onderzoek aan het water en die ze uitgebreid ondervraagt over hun werk en publicaties.

### Oerbossen
Hoofdstuk acht en negen zijn gewijd aan het effect van klimaatverandering op bossen en welke verandering plaatsvinden in de tropen. Kolbert reist eerst naar het zuidoosten van Peru, aan de oostkant van de Andes. Daar ligt het Nationaal park Manú waar sinds 2003 zeventien proefvlakten met oerbos herhaaldelijk worden geïnventariseerd. Deze proefvlakken liggen op een denkbeeldige lijn die loopt van montaan bos op 3600 m in de Andes tot op ongeveer op zeeniveau in het Peruaanse deel van het Amazonebekken. Kolbert loopt mee door acht proefvakken die liggen tussen de 3600 en 1800 m. Ze neemt deel aan het onderzoek aan bomen en andere vaatplanten in het regenwoud. Zo wordt in ieder vak de soort-oppervlakte kromme bepaald. Ze hoort de projectleider uit en ze geeft weer sfeervolle beschrijvingen van deze meerdaagse trektocht met overnachtingen onder primitieve omstandigheden. In ieder proefvlak staan bomen, struiken en planten die aangepast zijn aan een bepaald interval tussen maximum- en minimumtemperatuur. Bij sommige planten en bomen luistert dat heel nauw, andere soorten zijn robuuster in dit opzicht. Snelle opwarming houdt in dat de planten niet meer passen op de hoogte waarop ze nu staan. Door de vegetaties in ieder proefvlak nauwkeurig te volgen, kunnen de gevolgen van opwarming worden vastgesteld. Vegetaties kunnen meebewegen met het klimaat, mits ze daarvoor de tijd krijgen. Ze bewegen zich via hun zaden, maar het kost veel tijd voor een zaadje op een goede plek, weer een boom wordt. Als de opwarming te snel gaat, zullen planten en bomen uitsterven doordat ze niet meer op de juiste hoogte staan. Onderzoekleider Miles Silman vreest dat rond 2050 22 tot 31% van de soorten planten en bomen zal zijn uitgestorven.
In het volgende hoofdstuk reist de lezer mee naar Manaus in het Amazonebekken van Brazilië. Daar bespreekt Kolbert de rol van habitatverlies waar ze meeloopt met ecologen die al sinds 1979 onderzoek doen naar gemeenschappen van vogels in relatie tot kaalkap en regeneratie van het regenwoud. Versnippering (fragmentatie) van het oerbos heeft grote gevolgen voor de daar levende gemeenschappen. Op het eerste gezicht niet zo dramatische ingrepen kunnen in het ecosysteem leiden tot een domino-effect waarbij een proces van uitsterven van diersoorten ontstaat. Stukken oerwoud die gespaard blijven, staan als eilanden in een zee van monotoon agrarisch gebied waardoor ook in het onaangetaste deel steeds soorten verdwijnen, net als op (echte) eilanden (eilandbiogeografie).

### Uitsterven doorexoten
Kolbert begint met uit te leggen dat ieder organisme is aangepast om weerstand te bieden aan schadelijke effecten in de omgeving waarin de plant of het dier evolueerde. Daar is een voortdurende evolutionaire wapenwedloop aan de gang. Als een soort echter te maken krijgt met een totaal nieuw soort schimmel, virus of bacterie, faalt zijn verdediging. Dit illustreert ze met een gruwelijk voorbeeld. Ze gaat in de Verenigde Staten in de buurt waar ze woont, mee met onderzoekers en amateurs die vleermuizen bestuderen. Ze is er getuigen van hoe in grotten en mijngangen de bodem bedekt is met kadavers van vleermuizen die zijn gestorven door een dodelijke infectie met Geomyces destructans (Dothideomycetes, Ascomyceten). Deze schimmel is afkomstig van een ander continent, waarschijnlijk Europa. Er zijn tal van voorbeelden van organismen die op deze wijze massaal omkomen. Omdat de moderne mens zeer reislustig is en goederen razend snel tussen ver van elkaar verwijderde oorden worden verplaatst, zijn de continenten al het ware weer met elkaar verbonden, als het gaat om de snelheid waarmee allerlei planten, dieren, bacteriën en virussen worden verspreid. In die zin is er een nieuw Pangaea ontstaan. De geologische periode waarin Pangaea ontstond (einde Perm) ging gepaard met een massa-extinctie.

### DeSumatraanse neushoornop de rand van uitsterven
De Sumatraanse neushoorn was ooit een talrijk voorkomend zoogdier die als een plaag voor de landbouw werd beschouwd. Door massale houtkap waren er rond 1900 nog maar een paar honderd dieren over. Dit is een typisch voorbeeld van het effect van habitatverlies door ontbossing. Kolbert gaat naar de Cincinnati Zoo and Botanical Garden waar een fokprogramma plaatsvindt om de soort te behouden. Dit is een uiterst moeizaam proces, want deze dieren planten zich niet gemakkelijk voort in gevangenschap. Kolbert bespreekt uitgebreid dit voorbeeld van het mechanisme waarbij door versnippering van het ecosysteem diersoorten kunnen uitsterven.

### Slot
In de laatste twee hoofdstukken (12 en 13) stelt Kolbert de mens (Homo sapiens) centraal. Minstens 100.000 jaar lang was Europa het verspreidingsgebied van de Neanderthalers (Homo neanderthalensis). Dan verdwijnen zij vrij plotseling rond 30.000 jaar geleden. Uit fossiellenonderzoek blijkt dat de moderne mens (Homo sapiens) 40.000 jaar geleden in Europa aankwam. Binnen 10.000 jaar werd de Neanderthaler uitgeselecteerd. Door DNA-sequencing is bekend geworden dat niet uit Afrika afkomstige mensen 1 tot 4% DNA van de Neanderthaler in hun genen hebben. Kolbert bezoekt het Max-Planck-Institut für evolutionäre Anthropologie in Leipzig, waar dit genetisch onderzoek plaatsvindt. Moderne mensen en Neanderthalers moeten seksueel contact hebben gehad en vruchtbare bastaards groot gebracht, waarbij uiteindelijk de laatstgenoemde verdween. Er is alle reden om aan te nemen dat de Neanderthaler nog zou hebben bestaan, als Homo sapiens niet op het toneel was verschenen.
In het laatste hoofdstuk spreekt Kolbert de hoop uit dat de mensheid nog genoeg weet over welke rol uitsterven speelt in het verloop van de evolutie en dat het menselijk vernuft wellicht er voor zal zorgen dat zijn eigen soort zal overleven.

## Verantwoording
Om aan te tonen dat dit geen boek is waarin een uitzonderlijk standpunt wordt ingenomen (met ideeën van zonderlinge academici, onheilsprofeten en wee-ons milieufanaten), bevat het boek een uitgebreide verantwoording en literatuurlijst. Veel bronnen zijn online beschikbaar. Ook in de Engelse versie van dit Wikipedia-artikel zijn een groot aantal (Engelstalige) bronnen opgenomen.